# Burleson (Texas)
Burleson ist eine Stadt im Johnson County im US-Bundesstaat Texas in den Vereinigten Staaten. Das U.S. Census Bureau hat bei der Volkszählung 2020 eine Einwohnerzahl von 47.641 ermittelt.

## Geographie
Die 50,9 km² große Stadt liegt im mittleren Nordosten von Texas, sowohl im Johnson County als auch im Tarrant County und hat Anbindung an die Interstate 35W, die Highways 81 und 174 und die Landstraßen 731 und 3391. Anbindung an die Eisenbahn ist mit der Missouri, Kansas and Texas Railroad und der Gulf, Colorado and Santa Fe Railroad gegeben. Die Stadt liegt 20 Kilometer südlich von Fort Worth.

## Geschichte
Die Geschichte der Stadt begann mit der Eisenbahn, als die Missouri, Kansas and Texas Railroad hier ihre Schienen zwischen Fort Worth und Hillsboro verlegte und an der Stelle der heutigen Stadt 1881 ein Nachschubdepot einrichtete. Benannt wurde das Depot nach Rufus C. Burleson, dem späteren Präsidenten der Baylor University.
1882 bekam Burleson das erste Postbüro in einem Saloon installiert und kurze Zeit darauf öffneten die ersten Geschäfte und die ersten Kirchen wurden gebaut. 1885 wurde das Alta Vista College erbaut, das 1893 zur Red Oak Academy wurde. 1890 hatte der Ort 200 Einwohner und zehn Jahre später die erste Zeitung: den Burleson Banner.

1913 wurde Burleson mit Elektrizität versorgt und ab 1921 mit Erdgas durch die Lone Star Gas. 1924 wurde der Highway 21 von Fort Worth nach Alvarado gebaut, der durch die Stadt führte. 1960 wurde die Stadt zum Vorort von Fort Worth und die Bevölkerung stieg von 2345 bis heute auf über 30.000 an.

## Demographische Daten
Nach der Volkszählung im Jahr 2000 lebten hier 20.976 Menschen in 7610 Haushalten und 5981 Familien. Die Bevölkerungsdichte betrug 412,2 Einwohner pro km². Ethnisch betrachtet setzte sich die Bevölkerung zusammen aus 95,62 % weißer Bevölkerung, 0,40 % Afroamerikanern, 0,52 % amerikanischen Ureinwohnern, 0,53 % Asiaten, 0,05 % Bewohnern aus dem pazifischen Inselraum und 1,46 % aus anderen ethnischen Gruppen. Etwa 1,42 % waren gemischter Abstammung und 5,41 % der Bevölkerung waren spanischer oder lateinamerikanischer Abstammung.
Von den 7610 Haushalten hatten 41,3 % Kinder unter 18 Jahre, die im Haushalt lebten. 64,0 % davon waren verheiratete, zusammenlebende Paare. 11,2 % waren allein erziehende Mütter und 21,4 % waren keine Familien. 18,3 % aller Haushalte waren Singlehaushalte und in 7,3 % lebten Menschen, die 65 Jahre oder älter waren. Die Durchschnittshaushaltsgröße betrug 2,74 und die durchschnittliche Größe einer Familie belief sich auf 3,11 Personen.
29,1 % der Bevölkerung waren unter 18 Jahre alt, 7,8 % von 18 bis 24, 31,9 % von 25 bis 44, 21,1 % von 45 bis 64, und 10,1 % die 65 Jahre oder älter waren. Das Durchschnittsalter war 34 Jahre. Auf 100 weibliche Personen aller Altersgruppen kamen 94,4 männliche Personen. Auf 100 Frauen im Alter von 18 Jahren und darüber kamen 89,0 Männer.
Das jährliche Durchschnittseinkommen eines Haushalts betrug 50.432 USD, das Durchschnittseinkommen einer Familie 56.031 USD. Männer hatten ein Durchschnittseinkommen von 40.567 USD gegenüber den Frauen mit 27.032 USD. Das Prokopfeinkommen betrug 20.175 USD. 6,0 % der Bevölkerung und 4,9 % der Familien lebten unterhalb der Armutsgrenze. Davon waren 6,5 % Kinder und Jugendliche unter 18 Jahren und 9,6 % waren 65 oder älter.

## Söhne und Töchter der Stadt
- Robert B. Anderson (1910–1989), Geschäftsmann, Politiker, Marine- und Finanzminister